# Municipio de Maplewood
El municipio de Maplewood (en inglés: Maplewood Township) es un municipio ubicado en el condado de Otter Tail en el estado estadounidense de Minnesota. En el año 2020 tenía una población de 294 habitantes y una densidad poblacional de 3,18 personas por km².

## Geografía
El municipio de Maplewood se encuentra ubicado en las coordenadas 46°30′57″N 95°57′37″O / 46.51583, -95.96028. Según la Oficina del Censo de los Estados Unidos, el municipio tiene una superficie total de 92.34 km², de la cual 81,9 km² corresponden a tierra firme y (11,31 %) 10,44 km² es agua.

## Demografía
Según el censo de 2010, había 318 personas residiendo en el municipio de Maplewood. La densidad de población era de 3,44 hab./km². De los 318 habitantes, el municipio de Maplewood estaba compuesto por el 98,43 % blancos, el 0,63 % eran afroamericanos y el 0,94 % eran de una mezcla de razas. Del total de la población el 0,94 % eran hispanos o latinos de cualquier raza.